# Ceralocyna marcelae
Ceralocyna marcelae là một loài bọ cánh cứng trong họ Cerambycidae.